# Ширшова, Клементина Александровна
Клементина Александровна Ширшо́ва (род. 7 мая 1993, Москва, Россия) — русская поэтесса, художник, литературный критик, редактор.

## Биография и творческая деятельность
Родилась в Москве. В 2017 году окончила Литературный институт имени А. М. Горького (направление «Поэзия»).
Публиковалась как поэт и критик в различных российских и зарубежных изданиях: «Новый мир», «Знамя», «Юность», «Новая Юность», «Новый журнал», «Новый Берег», «Дети Ра», «Homo Legens», «Полутона», «Прочтение», «Сетевая словесность», «НГ Ex Libris», «Кольцо ”А”», «Плавучий мост», сборнике «Новые писатели», альманахе «Кавказский экспресс», «На середине мира», «Что есть Истина?» и др.
Как критик выступала со статьями о творчестве Андрея Новикова, Глеба Шульпякова, Татьяны Вольтской, Сергея Арутюнова, Леты Югай, Евгения Тарана и др.
Ведущая проекта «Полёт разборов». Организатор и ведущая круглого стола «Рецензия в свете концепции СМИ».
С 2016 года является шеф-редактором портала «Текстура», учреждённого Андреем Фамицким. Инициатор и автор проектов на портале: при её участии были запущены и обновляются видеорубрики, отражающие современный литературный процесс, — «Перед зеркалом» и «Чтения на Текстуре», в которых приняли участие писатели: Алексей Цветков, Алексей Алёхин, Александр Переверзин, Александр Тимофеевский, Евгений Витковский, Сергей Шестаков и другие. Как редактор Клементина Ширшова работала с такими авторами, как Алексей Цветков, Андрей Чемоданов, Ирина Ермакова, Владимир Гандельсман, Валерий Черешня, Герман Власов, Андрей Добрынин.
В 2013 году работы Клементины Ширшовой как художника были опубликованы в журнале «Белый ворон», а в 2017 — представлены на её авторской выставке «Стремление хаоса» в Зверевском центре современного искусства.
В 2018 году принимала участие в Дне поэзии. В 2019 выступала в Центральном доме литераторов с авторским вечером. В 2020 году принимала участие в «Фестивале национальных литератур народов России», презентуя свою первую книгу «И были боги».
Выступала как помощник режиссёра документального фильма «Я ещё не умер. Денис Новиков» о поэте Денисе Новикове.

### Книги
- И были боги. Стихотворения. — М.: Буки-Веди, 2018. — 78 с. — ISBN 978-5-600-02055-9
- Реанимация. Книга стихотворений[16]. — М.: СТиХИ, 2020. — 40 с. — ISBN 978-5-6045652-6-1

### Коллективные публикации
- Новые писатели. Серия «Молодая литература» (составитель Владимир Коркунов). — М.: Фонд социально-экономических и интеллектуальных программ, 2014[17]
- День поэзии - XXI век. 2017 год. Альманах: стихи, статьи. — М.: Вест-Консалтинг, 2018. — 296 с.[18]
- Кавказский экспресс. — М.: Национальная библиотека Республики Дагестан, 2017[19]
- Возврату не подлежит. Антология. — Таганрог: Нюанс, 2020[20]

## Отзывы
В работах Ширшовой проступают черты искусства не только наивного, но и даже ар брют. Кажется, впрочем, этого эффекта художник сознательно и добивается. Спонтанность, нерефлективность, внесистемность наивного и аутсайдерского искусства здесь, естественно, никак не релевантны, но нет и откровенного стремления присвоить, валоризовать наивный художественный язык, как это делается в примитивизме и тем более в некоторых изводах концептуализма
.Данила Давыдов, Зверевский центр современного искусства.
Клементина полностью снимает все смысловые ограничения, и в стихах становится очевидной только неисчерпаемость значений текста. <...> Интуитивные находки Ширшовой — мотивы в отсутствии полифонии, оживающие модели неизвестных вещей и непонятного предназначения.Сергей Алиханов, Новые Известия.
Оба текста можно назвать исследованием типа личности, закрытость которого идентифицируется с внутренним «срастанием» с собой. И если первое, о «коробке-человеке», выполненное в строгой конвенциональной манере <...>, то второе, разворачивая перед читателем принципиально «открытую» форму, как бы преподносит «людей разных аур» в осознанно релятивистской парадигме.Борис Кутенков, Год литературы.
«И были боги» интересны тем, что здесь вполне квестовые тексты подобно живым существам реагируют на сквозняк, идущий «с той стороны». Что-то с самого начала идет не так. Сценарий начинает вибрировать, так что порой хочется сказать «стоп» и выключить компьютер. В этой небольшой дебютной книге есть драма взаимодействия дигитального мира, в котором большинство вещей обратимо, — с миром, где все вещи — последние, где ничего не возобновляется.Наталья Черных, Текстура.
Лирическое я в этой книге (в полном соответствии уже с идеей Платона об андрогинности) не мужчина и не женщина. Точнее сказать — и мужчина и женщина одновременно, и даже некое третье их агрегатное состояние — Единое.Сергей Калашников, Homo Legens.
Стихи напоминают отражения в старом, полуосыпавшемся зеркале. <...> Страха смерти нет. Она — нечто пройденное. Гораздо сложнее справиться со страхом новой жизни. <...> Вера здесь не утешает, а диктует нормы нового проживания. <...> Поэтика предельно проста, герметичность именно в смене состояния, статуса миновавшей «распад атома», шепчущей с другой стороны жизни.Сергей Ивкин, Литературная газета.
Стихотворение Ширшовой исследует гендерный стереотип, критике которого феминистская теория посвятила немало усилий <...> в тексте Ширшовой можно заметить тонкие акценты и смещения, намекающие на возможное отношение поэтессы к проблеме объективации.Максим Алпатов, Prosōdia.
Чтение сборника Клементины Ширшовой похоже на опасное путешествие, в котором «ни жизни, ни смерти нет»; если уж отправлять в него, то с бесстрастностью и отстранённостью следить за приключениями слов и смыслов, не страшась зияющих тёмных мест и не пленяясь обманными проблесками света.Эмиль Сокольский, Гостиная.
У Клементины всё довольно упорядоченно, как будто она видит параллельный мир — те сущности, которые не видит обычный человек, она проявляет. <...> Опыт запредельного, который уже пережит при жизни и отражается в стихах, многого стоит. Это как будто уже не поэтическое прозрение, а скорее свидетельство.Людмила Вязмитинова, Pechorin.net.
Стихи Клементины Ширшовой подкупают меня своей лиричностью, облечённой в обыденный язык, разговорную лексику и подчас развёрнутый нарратив. Это такой парадокс — высокое прячется в низком, поэзия и проза сосуществуют, примиряются и становятся единым целым — жизнью.Мария Затонская, Формаслов.

## Премии
- Премия журнала Дети Ра (2016) в номинации «Критика»[31]

- Премия «Кубок в кубке» (2021)[32]

- Шорт-лист премии «Поэзия со знаком плюс» (2020)[33]

- Лонг-лист Григорьевской поэтической премии (2016)[34]

- Лонг-лист премии «Дебют» (2014)[35]

- Лонг-лист премии «Лицей» (2019)